# بلفلاور (کالیفرنیا)
بلفلاور (به انگلیسی: Bellflower) شهری در لس‌آنجلس ایالت کالیفرنیا است که در سرشماری سال ۲۰۱۰ میلادی، ۷۶۶۱۶ نفر جمعیت داشته‌است.